# Hypargos margaritatus
La estrilda golirrosa (Hypargos margaritatus) es una especie de ave paseriforme de la familia Estrildidae endémica del sureste de África

## Distribución
Habita en las sabanas y las zonas de matorral húmedo cercanas a las costas del sureste de África, distribuido por Mozambique, noreste de Sudáfrica y Suazilandia. Se área de distribución se estima en unos 160.000 km².